# HMS Älvsnabben (M01)
HMS Älvsnabben (M01) var ett minfartyg i svenska flottan. Fartyget sjösattes den 19 januari 1943. Ursprungligen konstruerades det som handelsfartyg, men såldes till svenska flottan under byggnationen på initiativ av den dåvarande försvarsministern Per Edvin Sköld och byggdes om till minfartyg. Älvsnabben utnyttjades de första åren som minfartyg innan år 1953 då hon gjorde sin första långresa. Totalt genomförde Älvsnabben 25 långresor, varvid kronprins Carl Gustaf i sin militärutbildning medföljde jorden runt 1966–1967. År 1982 såldes skeppet till Lindberghs skrot i Karlskrona för upphuggning, vilket påbörjades under hösten 1982.
På Älvsnabben passade utlandssvenskar på att till exempel döpa sina barn när fartyget kom på besök i länder långt borta från Sverige.
Namnet kommer från den gamla ankarplatsen Älvsnabben i Stockholms södra skärgård.

Älvsnabbens vapen.